# Sadakichi Hartmann

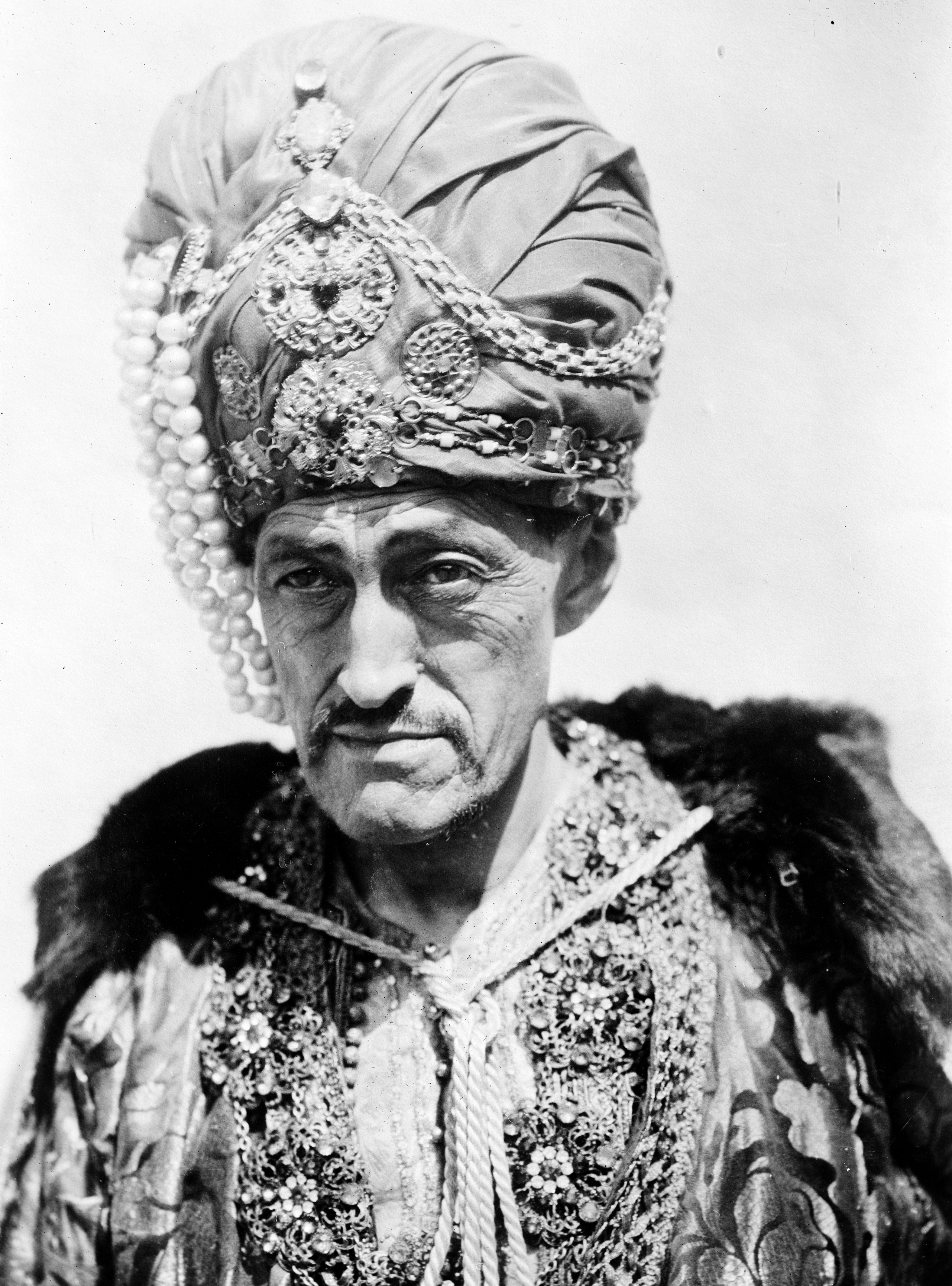
Hartmann jako kouzelník ve filmu Douglase Fairbankse The Thief of Bagdad, 1924

Carl Sadakichi Hartmann (8. listopadu 1867 – 22. listopadu 1944) byl umělecký kritik, fotograf a básník německo-japonského původu.

## Životopis
Hartmann se narodil na umělém ostrově Dedžima v Nagasaki německému podnikateli Carlu Hermanovi Oskaru Hartmannovi a japonské matce Osadě Hartmannové. Vyrostl v Německu a do Filadelfie přijel v roce 1882. Americkým občanem se stal v roce 1894. Byl významným zástupcem modernismu, přátelsky se stýkal s takovými osobnostmi jako byli například Walt Whitman, Stéphane Mallarmé nebo Ezra Pound. Kolem roku 1905 Hartmann pracoval jako příležitostný umělec v newyorském divadle Miner's Theater.
Jeho poezie, hluboce ovlivněná symbolisty stejně jako orientální literaturou, zahrnuje Drifting Flowers of the Sea and Other Poems z roku 1904, My Rubaiyat (1913) a Japanese Rhythms z roku 1915. Jeho kritické práce zahrnují Shakespeare in Art (1901) a Japanese Art (1904). Hartmann napsal některé z prvních anglických básní haiku. Byl jedním z prvních kritiků fotografie, pravidelnými esejemi přispíval do magazínu Camera Notes Alfreda Stieglitze. Hartmann publikoval kritiku a prováděl přednášky pod pseudonymem "Sidney Allen". Krátce si v roce 1924 zahrál ve filmu Douglase Fairbankse The Thief of Bagdad roli dvorního kouzelníka.
Své stáří strávil v Hollywoodu a roku 1942 na ranči své dcery v Banning v Kalifornii. Kvůli svému vysokému věku a chatrnému zdraví byl Hartmann jedním z nemnoha japonských Američanů na západním pobřeží, kdo se vyhnuli masové internaci Američanů japonského původu během druhé světové války, ačkoli ranč často navštěvovalo FBI a místní úředníci. V roce 1944 zemřel při návštěvě druhé dcery v St. Petersburgu na Floridě. Sbírka jeho děl je v majetku univerzity Kalifornie, Riverside, včetně válečné korespondence.